# Касьяник Мойсей Давидович
Касьяник Мойсей Давидович (11 листопада 1911, Новожитомир, Криворізька волость, Херсонська губернія — 1988, Ленінград) — український та російський штангіст та тренер по важкій атлетиці радянських часів.

## З життєпису
Народився в тодішній єврейській землеобробній колонії Ново-Житомир. Закінчив Ленінградський Інститут фізичної культури ім. П. Ф. Лесгафта.
Багаторазовий рекордсмен СРСР, заслужений майстер спорту СРСР — 1943, заслужений тренер СРСР, суддя міжнародної категорії.
Чемпіон СРСР у легкій вазі 1936 та 1937 років.
Виступав за спортивне товариство «Динамо» (Харків), з 1936 року — за «Будівельник» (Запоріжжя), з 1937 — «Динамо» (Тбілісі).
Переможець Всесвітньої робітничої Олімпіади, що провадилася під егідою прокомуністичного Спортінтерну 1937 року в Антверпені — у найлегшій вазі.
Чемпіон СРСР 1944 та 1946 років в напівлегкій вазі.
Срібний призер першості СРСР в 1938, 1939, 1940, 1947, 1948 та бронзовий — у 1950 році.
Здобув бронзову нагороду на чемпіонаті світу в Парижі 1946 року у напівлегкій вазі, срібло в легкій вазі — Володимир Светилко, бронзу — Георгій Попов.
та 1947 року — на Чемпіонаті світу в Гельсінкі.
З 1948 року представляв спортивне товариство «Динамо» (Сталінград).
По закінченні спортивної кар'єри викладав на кафедрі фізичного виховання Сталінградського будівельного інституту.
Загалом встановив 24 рекорди СРСР в найлегшій та легкій вазі.

## Родина
Родина виховала двох синів — Павло Касьяник — завідувач кафедри інженерної педагогіки та психології гуманітарного факультету Санкт-Петербурзького політехнічного університету, Михайло Касьяник — перекладач, та дочку Зінаїду.
Брат його, Касьяник Михайло Давидович — заслужений майстер спорту та заслужений тренер СРСР.